# Oakwell Stadium
Oakwell Stadium stadion piłkarski, położony w mieście Barnsley, Wielka Brytania. Oddany został do użytku w 1887 roku. Od tego czasu swoje mecze na tym obiekcie rozgrywa zespół piłkarski Barnsley F.C. Jego pojemność wynosi 23 009 miejsc. Rekordową frekwencję, wynoszącą 40 255 osób, odnotowano w 1936 podczas meczu ligowego pomiędzy Barnsley F.C. a Stoke City F.C.